# Watford Football Club
O Watford Football Club é um clube de futebol inglês, baseado em Watford, Hertfordshire, na Inglaterra. O clube atualmente joga na EFL Championship, a segunda divisão do futebol inglês. 
O Vicarage Road, estádio do clube, tem capacidade para 21.577 pessoas.

## História
Fundado em 1881 como Watford Rovers, o clube disputou a Copa da Inglaterra pela primeira vez em 1886, e a Southern League na década seguinte. Depois de terminar a temporada de 1914–15 como campeões da Southern League, treinados por Harry Kent, o Watford juntou-se à Football League em 1920. O clube jogou em vários campos de futebol na sua história inicial até se mover de forma permanente em Vicarage Road, em 1922, onde se mantém até hoje.
Durante metade do século XX, o clube passou a maior parte do tempo entre as divisões inferiores do Campeonato Inglês, tendo mudado as cores do padrão várias vezes.
Em 1977, Graham Taylor, foi indicado como treinador do clube, tendo levado a equipe a novos horizontes. Entre os 10 anos que comandou a equipe principal de futebol, de 1977 a 1987, o clube subiu da Quarta Divisão para a Primeira Divisão. Na temporada 1982–83, a equipe terminou em segundo lugar na Primeira Divisão, tendo competido na Copa da UEFA em 1983–84. Chegou também à final da Copa da Inglaterra em 1984. No entanto, o clube sentiu um declínio nos dez anos seguintes, até Taylor regressar como treinador em 1997, levando a equipe de volta à atual Premier League por uma temporada em 1999–00. O clube voltou a experimentar mais uma temporada na divisão do topo do futebol em inglês durante a época de 2006–07, sob o comando de Aidy Boothroyd.
Atualmente o clube é propriedade da família Pozzo, que também é dona da Udinese, clube da Itália. Sir Elton John, que foi dono do clube durante os dois períodos de sucesso de Graham Taylor, serviu, em conjunto com Taylor, como presidente honorário do clube até 2008, quando assumiu esse papel na integra a quando do falecimento de Taylor.
No dia 27 de maio de 2017, o Watford confirmou o português Marco Silva como seu treinador, fechando contrato por duas temporadas. Ele foi demitido em 21 de janeiro de 2018.

## Elenco atual
Última atualização: 13 de maior de 2025.

## Títulos oficiais
| NACIONAIS | NACIONAIS                                  | NACIONAIS | NACIONAIS |
|           | Competição                                 | Títulos   | Temporadas |
|           | Campeonato Inglês - 2ª Divisão (Play-offs) | 2         | 1998-99 e 2005-06 |
|           | Campeonato Inglês - 3ª Divisão             | 2         | 1968-69 e 1997-98 |
|           | Campeonato Inglês - 4ª Divisão             | 1         | 1977-78 |
|           | Southern League                            | 3         | 1899-00, 1903-04 e 1914-15 |
|           | Third Division South Cup                   | 1         | 1936-37 |
| REGIONAIS | REGIONAIS                                  | REGIONAIS | REGIONAIS |
|           | Competição                                 | Títulos   | Temporadas |
|           | Herts Senior Cup                           | 18        | 1888-89, 1890-91, 1891-92, 1893-94, 1896-97, 1977-78, 1978-79, 1980-81, 1981-82, 1982-83, 1983-84, 1984-85, 1987-88, 1988-89, 1993-94, 1994-95, 1997-98 e 2003-04 |
| --------- | ------------------------------------------ | --------- | --- |